# Кавендиш, Люси
Леди Люси Кэролайн Кавендиш (урождённая — Литтелтон) (англ. Lucy Cavendish; 5 сентября 1841, Хагли, Вустершир — 22 апреля 1925, Пеншерст, Кент, Англия) — общественный деятель, одна из пионеров женского образования в Великобритании, педагог.

## Биография
Дочь британского аристократа Джорджа Литтелтона, 4-го барона Литтелтон. В 1863 году была назначена фрейлиной королевы Виктории. В июне 1864 года вышла замуж за политика лорда Фредерика Кавендиша, который в 4 мая 1882 года был назначен министром по делам Ирландии, но уже 6 мая был убит в Феникс-парке, в Дублине ирландскими республиканцами (фениями).
Несмотря на гибель супруга, оставалась сторонницей гомруля, движения за автономию Ирландии. После смерти мужа Люси Кавендиш стала активно заниматься развитием образования женщин. С 1883 по 1912 г. она была президентом Йоркширского женского совета по вопросам образования и членом Королевской комиссии по среднему образованию, одним из членов Совета The Girls 'Day School Trust, группы из 23 независимых школ и двух академий — в Англии и Уэльсе, которая была основана её отцом. В 1884 году отказалась от предложенного ей поста руководителя Гёртон-колледж (Кембридж). Член Национального совета женщин Великобритании.
В октябре 1904 года на официальном открытии Университета Лидса получила почётную степень доктора юридических наук за «выдающуюся службу делу образования».

## Память
Основанный в 1965 году Колледж Кембриджского университета в Соединенном Королевстве был назван в честь Люси Кавендиш.
Студентов колледжа называют люцианцами (англ. Lucians).